# 보리스 셀리츠키
보리스 세르게예비치 셀리츠키(러시아어: Борис Серге́евич Селицкий, 1938년 9월 22일 ~ )는 전 소련의 역도 선수이다.
레닌그라드에서 태어난 그는 1968년 멕시코시티 올림픽에서 라이트헤비급 부문의 금메달을 획득하였다.